# محتوى حر

الشعار الرسمي لتعريف الأعمال الثقافية الحرة

المحتوى الحر هو كل نوع من المعلومات الوظيفية (برمجيات، تصميمات، مخططات) أو الأعمال الفنية أو أي نوع من المحتوى الإبداعي الذي لا توجد قيود كبيرة تحد من قدرة الناس (الآخرين، غير منتجة) على استخدامه وتوزيعه وإنتاج نسخ معدلة منه أو أعمالاً مستنبطة أو مبنية عليه بحيث يشكل جزءًا أو مكونًا منها.
يشمل المحتوى الحر كل الأعمال التي في الملكية العامة وكذلك الأعمال المحمية بحقوق الطبع والتي تسمح رخصها بما سبق. ولأن القوانين التي يعمل بها في الغالبية الكبرى من القضاءات تمنح بشكل تلقائي منتج العمل حقا حصرياً في احتكار ما يُنتِج فإن الأعمال يجب أن يُصرّح بكونها حرة، غالبا بالإحالة إلى نص رخصة أو تضمين عبارة ترخيص في متن العمل ذاته أو في الموضع المنشور فيه العمل.
ومع أن الأعمال تصبح مشاعا بانتهاء مدة الحماية القانونية الممنوحة لمؤلفيها بموجب القانون إلا أنها يمكن أن تصبح محمية مرة أخرى - وكذلك كل ما اشتق منها من أعمال إن تغيرت القوانين. وإن كان هذا محل صراع فقهي قانوني وقضائي.
وعلى عكس حق الطبع المرتبط بالاستغلال المادي والتجاري فإن الحق الأدبي للمؤلف في أن يقرن إسمه بعمله هو حق لا يسقط أبداً، كما أن معظم تشريعات العالم لا تسمح حتى بالتنازل عنه طوعاً لأنه يعد حقا مرتبطاً بهوية الإنسان كمبدع ولمنع الإستغلال الناشئ عن الحاجة والإغراء المادي.
ويكيبيديا والمواد المنشورة في ويكيميديا كومنز هي إحدى أمثلة المحتوى الحر.

## رخص المحتوى الحر

شعار حقوق الطبع

من أجل معرفة سياسة ويكيبيديا في حقوق الطبع، انظر ويكيبيديا:حقوق النشر
رخص المحتوى الحر قد تندرج تحت ما يعرف في الإنجليزية باسم copyleft - لعب لفظي ومعنوي على كلمة copyright - وهي رخص تشترط أن تنشر كل الأعمال المشتقة من العمل الأصلي بذات الرخصة الحرة المنشور بموجبها العمل الأصلي. أو قد لا تكون كذلك مما يعني أن الأعمال المشتقة قد توزع تحت أي رخصة.
تنص معظم الرخص الحرة صراحة على أن الأعمال المشتقة (أو عند النسخ أو إعادة التوزيع) يجب أن يشاد بمؤلفها (منتجها الأصلي)، وهي ممارسة الهدف منها نشر الأمانة الأدبية ومقاومة السرقة الأدبية دون تحميل المستخدم عبئا كبيرا ينتفي معه كون الرخصة حرة بشكل عملي.
رخصة جنو للوثائق الحرة هي مثال على رخصة copyleft للمحتوى، ومثلها رخصة الإبداع العمومي في تنويعاتها التي لا تحظر كلا من الاستغلال التجاري والأعمال المشتقة، على الرغم من أنها لا تشترط توزيع نسخة من نص النسخة عند توزيع العمل. يمكن كذلك استخدام رخصة جنو العمومية كرخصة للمحتوى الحر على الرغم من أنها صممت أصلا للبرمجيات ولذا فهي أقل ملائمة لذلك من المثالين السابقين.
كذلك نجد أن رخصة فري بي إس دي للوثائق هي مثال على رخصة حرة.
توجد نماذج عديدة للرخص الحرة لكل منها مميزاتها وعيوبها وكل منها ملائم لاستخدامات ما كما أنها تتفاوت في درجة توافقها مع بعضها البعض وذلك وفقا للمبادئ التي يسعى واضعوها إلى نشرها والحفاظ عليها.

## فلسفتها
الهدف من وجود الرخص الحرة هو الحفاظ على وعاء من المعرفة المتاحة لأي شخص للاستفادة منها والبناء عليها بحرية بما يكفل استمرار الإبداع والتقدم المعرفي للجماعة ككل، وبما لا يحول دون قدرة المؤلف الأصلي على استغلال عمله تجاريا والكسب منه، لكن بما يحول دون وقوع الإنتاج الفكري في القبضة الاحتكارية (غالبا لشركات كبرى) تتركه حبيس الخزائن وتحرم العالم من الاستفادة منه.